# Ofelia (Millais)
Ofelia es una obra realizada por el pintor inglés John Everett Millais en torno a 1852. Sus dimensiones son de 76 x 112 cm. En la actualidad el cuadro se encuentra en el Museo Tate Britain de Londres. Representa una escena de la obra de William Shakespeare, Hamlet.

## Contexto
La obra Hamlet, de Shakespeare, fue publicada a inicios del siglo XVII y está dividida en cinco actos. Está situada en Elsinor (Dinamarca). Cuando el rey muere le sucede Claudio, su hermano. Este se casará con la reina Gertrudis y Hamlet, hijo del difunto Rey, se sumirá en una profunda depresión. 
El fantasma del rey se le aparecerá a Hamlet, con el fin de contarle y explicarle la verdad sobre su muerte, ya que fue asesinado por Claudio. Quiere que se vengue su muerte. Ante esto, Hamlet decidirá hacerse pasar por loco, con el fin de que el rey no se diera cuenta de sus intenciones. La locura de Hamlet será de gran debate en la corte. El chambelán Polonio creerá que la locura de Hamlet estaría provocada por el amor de este hacia su hija Ofelia. 
Hamlet decidirá realizar una representación teatral, basada en la muerte de su padre, según los hechos que el espectro de este le había contado, con el fin de confirmar sus sospechas. A la mitad de la representación, el rey Claudio se marchará de esta, confirmando las sospechas de su sobrino. 
Posteriormente Hamlet discutirá con su madre, la reina Gertrudis, y mientras sucede esto escuchará que alguien había tras unas cortinas, clavándole la espada, y asesinando al anciano Polonio. 
El rey mandará a Hamlet a Inglaterra, con el fin de que sea asesinado en ese país. Pero Hamlet huirá volviendo a Dinamarca. A su vuelta se enterará que Ofelia se volvió loca y que murió ahogada. Laertes, el hijo de Polonio y hermano de Ofelia, intentará vengar la muerte de su padre matando a Hamlet. 

## Análisis
Nos interesará más concretamente el acto IV, escena VII. En este acto la reina Gertrudis nos narra un acontecimiento, como será la muerte de Ofelia, la amada de Hamlet. En él se hace una descripción de la muerte de Ofelia, la cual estaría en el campo recogiendo flores, cuando la joven se subió a la rama de un árbol con el fin de coger una flor, y esta rama se quebró, cayendo al agua.  
Lo que hará Millais en esta obra será una reinterpretación del texto de Shakespeare. La obra data en torno a 1851-1852. Sus medidas son más reducidas de lo que pueden parecer: 76 x 112 cm. Hay que destacar el formato redondeado de la parte superior de la obra, característico de los primeros momentos de la cultura prerrafaelista.
Representa el momento culmen de la escena, el ahogamiento de Ofelia. Millais será el primero en representar este momento, así como en recuperar los versos de Gertrudis en los que cuenta el suceso, y que fueron omitidos. No se sabe exactamente si ya está muerta, o si acaba de caer. Yace tendida en el agua, con las manos abiertas, extendidas, lo cual algunos autores han señalado que podría remitir a la crucifixión de cristo. Hay una vinculación de la mujer con el agua, como la metamorfosis de Ofelia en sirena.
Millais realizaría la obra en dos fases perfectamente distinguidas, en un primer lugar realizara el paisaje y en segundo lugar la figura de la joven. 
En cuanto al paisaje, Millais lo realizaría mediante la observación del natural, en la actualidad se conoce el lugar exacto en el que se realizó la pintura, se trataría del río Hogsmill, cerca de Ewen. Este lugar lo descubriría el pintor gracias a la ayuda de su compañero de hermandad Holman Hunt. Esto se ha podido conocer gracias a una serie de cartas mandadas por Millais a un amigo.

Lo que más llamará la atención de la obra, además de la figura de Ofelia, será la naturaleza, la gran protagonista de la obra. Se puede hablar de un ecosistema pictórico. A través de esa observación del natural, que Millais realizaría in situ, pudo plasmar toda esta variedad de vegetación. En el texto de Shakespeare se hace una descripción exhaustiva de toda una serie de flores y plantas que aparecerían en la obra. Hecho que sin duda Millais plasmará en la obra, manteniéndose fiel. Todas estas flores y plantas tendrán una clave simbólica, relacionándola con la historia de Ofelia.  La joven llevará colgado al cuello un collar de violetas, que vienen a significar la desgracia, la muerte temprana, o la castidad. Mientras tanto en el agua se pueden ver flotando flores como pensamientos que se relaciona con el amor vano, el sauce simbolizaría el amor desamparado, las ortigas relacionan con la pena, las margaritas con la inocencia. Todas estas plantas aparecerán descritas en la obra de Shakespeare. Por su parte Millais añadirá algunas plantas que no aparecen descritas en la obra como será la presencia de amapolas que se vinculan con la muerte, o el adormecimiento. Lirios que se relaciona con la virginidad, coronas imperiales, narcisos, ulmarias, adonis, forman parte de una amplia extensión de flores que aparecen en la obra. Todas ellas estarían en relación con la historia de Hamlet, así como con los sentimientos de Ofelia. 

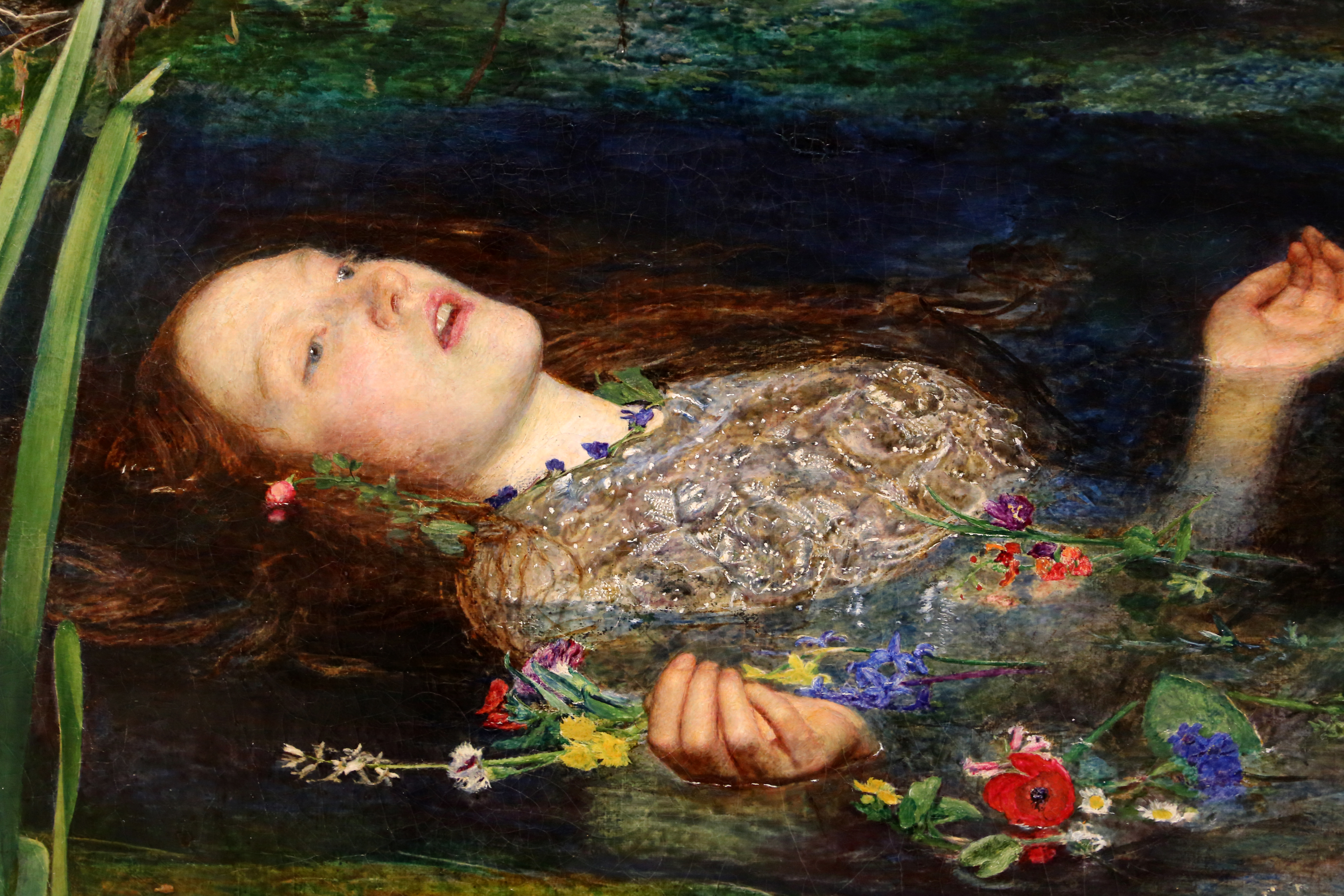
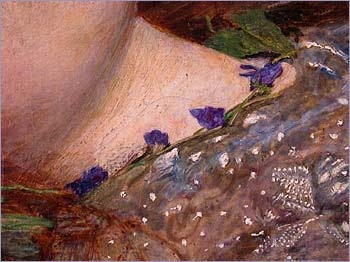
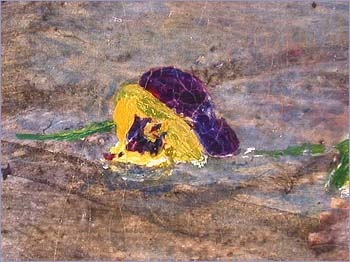
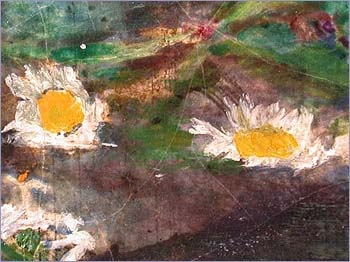
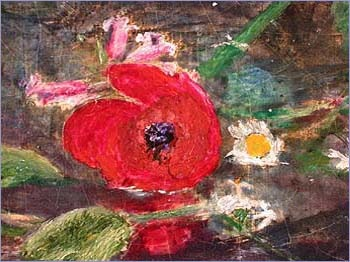
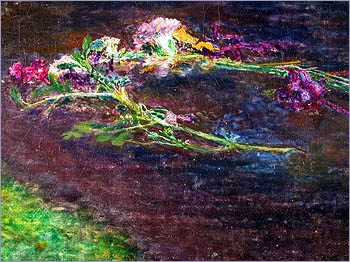

Aparecen algunos detalles que el artista habría incorporado en la obra, y que algunos teóricos habrían relacionado con el abandono del alma de Ofelia. En el lateral izquierdo, en la zona central se percibe una neblina blanca, que puede parecer una calavera. Por otro lado, en la parte superior izquierda, entre los ramajes del árbol se advierte la presencia de un petirrojo. 
La joven tendría la boca entreabierta, así como los ojos, como si fuera su último hálito de vida, o como si se hubiese quedado con algo que decir. El rostro blanquecino, y las manos relajadas, dejando escapar el ramillete de flores de las manos, mostrarían una situación poco habitual, perturbadora. Todo esto sumado con el paisaje dan muestra de la melancolía del personaje de Ofelia. Destaca el tema de la muerte trágica, tema romántico también.
Abunda el verde, con una tonalidad muy saturada. Con un brillante colorido, si llegar a ser abusivo. 
En cuanto a la modelo que John Everett Millais utilizara para la obra, se tratara de Elizabeth Siddal. Era una joven de 18 años que trabaja en una sombrerería, era muy hermosa y les llamó la atención, ya que tenía una gran melena pelirroja. Trabajaría para diferentes cuadros de estos pintores y será habitual como modelo en la pintura prerrafaelita.
Este cuadro tendrá mucho éxito debido a lo que rodeó la realización de la obra.
Lo que hará Millais para representar a Elizabeth como Ofelia, será introducir a la joven en una bañera, para poder estudiar, el movimiento del peso, así como de las telas en el agua. Esto casi cuesta la vida de Siddal, puesto a que la joven permanecería durante muchas horas dentro del agua, la bañera era calentada mediante velas, llegó el punto, en el cual estas velas se apagaron. Pero ni Millais que estaría inmerso en la creación, y la concentración en la pintura, ni Elizabeth que estaría, impregnada por la concentración del artista, se dieron cuenta de lo sucedido. 
Algunos autores han querido ver la figura de Ofelia como una exaltación de una mujer pasiva, como un icono sensual.

## Antecedentes y precedentes
El tema de Ofelia, será habitual en la historia del arte de los siglos XVIII, XIX y XX. Las formas de representar esta escena variara mucho. Millais será el primero en representar el momento exacto de la muerte de Ofelia. como antecedente de esta obra podemos ver la de Delacroix, que representara el momento del quiebro de la rama. 
El hiperrealismo de la obra se ha querido vincular como un antecedente menos revolucionario, de las vanguardias artísticas del siglo XX, o de la fotografía. 
Los precedentes de esta obra serán abundantes, sobre todo en el ámbito de la fotografía. Hitchock, se retratara como Ofelia, para una campaña publicitaria para una de sus películas.